# بازنویسی (فیلم)
بازنویسی (به انگلیسی: The Rewrite) فیلمی محصول سال ۲۰۱۴ و به کارگردانی مارک لارنس است. در این فیلم بازیگرانی همچون هیو گرانت، مریسا تومی، بلا هیتکوت، جی. کی. سیمونز، کریس الیوت، الیسون جنی، آیا نائومی کینگ، کرن پیتمن، کارولین آرون و جیسون انتون ایفای نقش کرده‌اند.